# Monstagon
Monstagon ist eine Rockband aus Hannover, die 2012 gegründet wurde.

## Geschichte

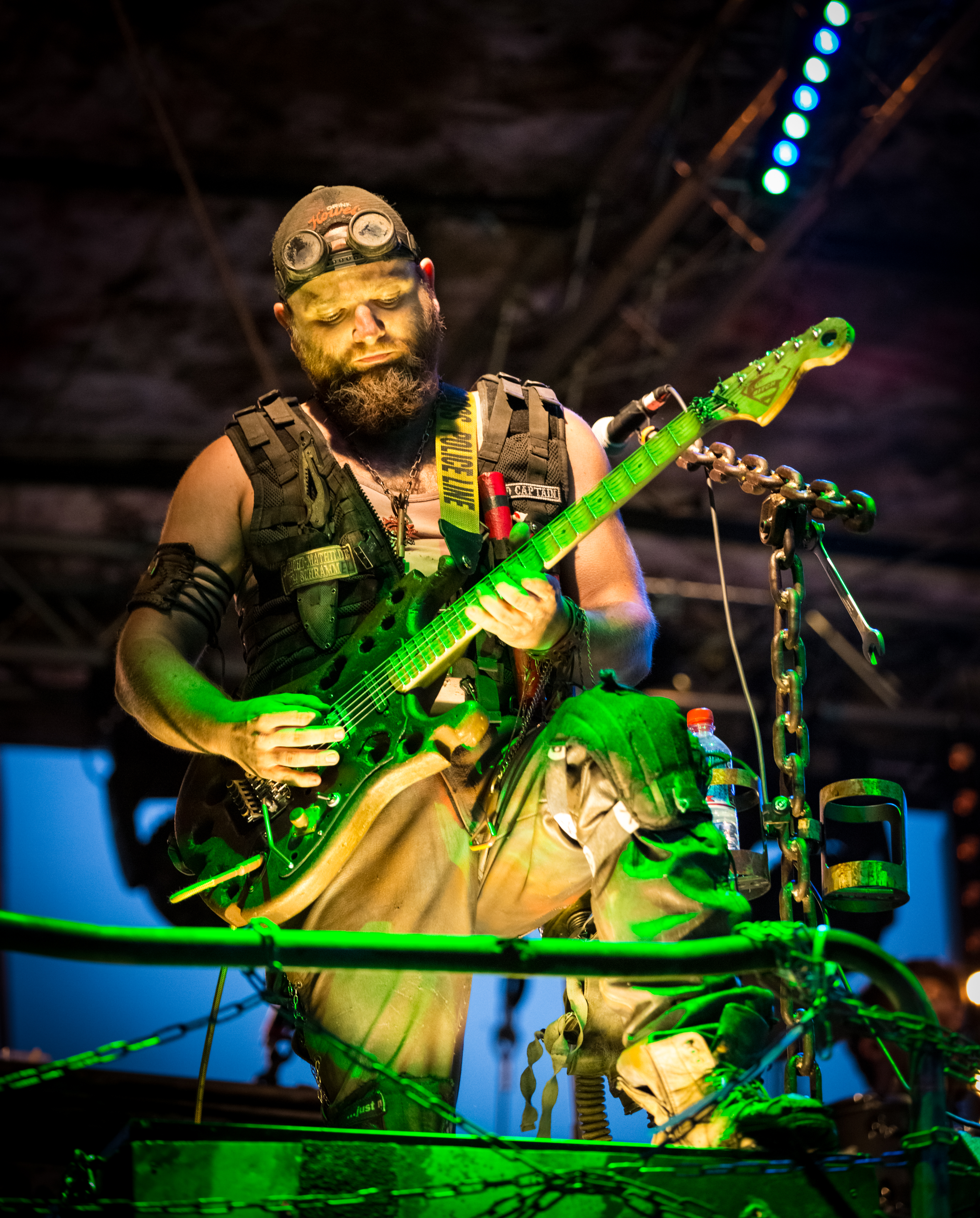
Schrammel auf dem Wacken Open Air 2016

Monstagon wurden am 21. Dezember 2012 in Hannover gegründet. Die Gruppe verweist darauf, dass dieses Datum dem Ende des Maya-Kalenders entspreche.
Der erste öffentliche Auftritt erfolgte im März 2015. Im Juli trat die Band in Wuppertal im Rahmen einer LARP-Veranstaltung auf. Im gleichen Jahr erreichte die Gruppe durch mehrere Auftritte auf der Wasteland Stage des Wacken Open Air ein großes Publikum. Noch vor dem Auftritt beim Wacken Open Air wurde ein Musikvideo mittels einer Crowdfunding-Kampagne für das Lied Engines of Vengeance finanziert und gedreht. Im Juni wurde das gleichnamige Debütalbum veröffentlicht. Oktober 2015 trat Monstagon als Vorgruppe für Equilibrium in Bremen auf.

## Konzept
Die Band verfolgt ein „postapokalyptisch“ orientiertes Gesamtkonzept. Bühnenkostümierung und Bühnenbild, die Legenden der Musiker sowie die Bühnenshow sind an die Mad-Max-Filmreihe angelehnt. In der Umsetzung dieses Konzeptes treten bei Konzerten neben den Musikern auch entsprechende Darsteller auf.

## Trivia
- Der Gitarrist Schrammel baut in seiner eigenen Werkstatt Custom-Gitarren, unter anderem bereits für Metallica oder die Scorpions.[6]

- Im August 2015 wurde der Song „Heart of Wheels“ als Einlaufmusik der American-Football-Mannschaft Arminia Spartans Hannover neu arrangiert und beim Heimspiel gegen die Hamburg Pioneers erstmals live gespielt.

## Diskografie
Alben
- 2015: Engines of Vengeance (CD; Make Big Records)

Kompilationsbeiträge
- 2015: Heart of Wheels auf Maximum Metal Vol. 207 (Heftbeilage Metal Hammer 07/2015)